# کنسپسیون دل اوروگوای
کُنسپسیون دل اوروگوای (به اسپانیایی: Concepción del Uruguay) شهری در کشور آرژانتین، استان انتره ریوس است که در سال ۲۰۰۹ میلادی، حدود ۶۴٬۹۵۴ نفر جمعیت داشته است.